# 谈滨若
谈滨若（1919年8月6日—2010年5月1日）是一位中国教育家，其配偶爲华岗。

## 生平
出生于江苏省宜兴。1943年3月加入中国共产党。历任四川重庆石柱土家族自治县临溪镇红阳村中共八路军办事处资料员、云南昆明妇联职员、重庆红岩村十八集团军办事处干部、上海周公馆办事处妇女组组员、青岛二中副教导主任、青岛八中副校长、青岛七中校长、青岛四中校长等职务。 
谈滨若因病医治无效于2010年5月1日凌晨5时在青岛逝世，享年91岁。